# Scogli Kemskie
Gli Scogli Kemskie o Scogli di Kem' (in russo Кемские шхеры?) sono un gruppo di isolotti disabitati del mar Bianco alla foce del fiume Kem'. Amministrativamente fanno parte del Kemskij rajon della Repubblica di Carelia, nel Circondario federale nordoccidentale, in Russia.

## Geografia
Gli isolotti si trovano vicino alla costa Pomorskij (Поморский берег): così si chiama il tratto costiero del mar Bianco tra i fiumi Kem' e Onega. Sono situati all'imboccatura della baia dell'Onega, a est della città di Kem' e a ovest delle isole Soloveckie, da cui sono separati dallo stretto Zapadnaja Soloveckaja Salma (пролив Западная Соловецкая Салма); a sud si trova l'isola Šujostrov. L'arcipelago è composto da oltre un centinaio di isole di varie dimensioni: da piccoli scogli a isole lunghe 3,5 chilometri. Fa parte degli Scogli Kemskie anche l'arcipelago Kuzova.
L'isola più meridionale del gruppo è una delle isole Varbarludy (острова Варбарлуды, 64°44′38″N 35°05′02″E), la più settentrionale è una delle isole Studency (острова Студенцы, 64°04′17″N 34°48′55″E). L'isola più orientale è Žiloj (Жилой, 64°56′33″N 34°14′12″E) che si trova a quasi 18 chilometri dalla Carelia continentale e fa parte dell'arcipelago Kuzova. Le isole si estendono per una lunghezza di 40 km.
Le isole sono rocciose, parzialmente coperte da una foresta mista di abeti rossi con alberi alti fino a 19 metri e aree di paludi poco profonde. I punti più alti dei Kemskie sono nell'arcipelago Kuzova (140 m) l'altezza delle altre isole non supera i 2-30 metri.
Tra le isole più grandi, dopo Russkij Kuzov e Nemeckij Kuzov dell'arcipelago Kuzova, ci sono: 
- Oktjabr'skoj Revoljucii, (Октябрьской Революции, in italiano "Rivoluzione d'Ottobre");
- Jak (Як);
- Severnyj Kolovar (Северный Коловар);
- Južnyj Kolovar (Южный Коловар), alta 68 m[1];
- Južnyj Kil'jak (Южный Кильяк), alta 66 m[1];
- Konev (Конев);
- Revluda (Ревлуда).